# Goji Studios

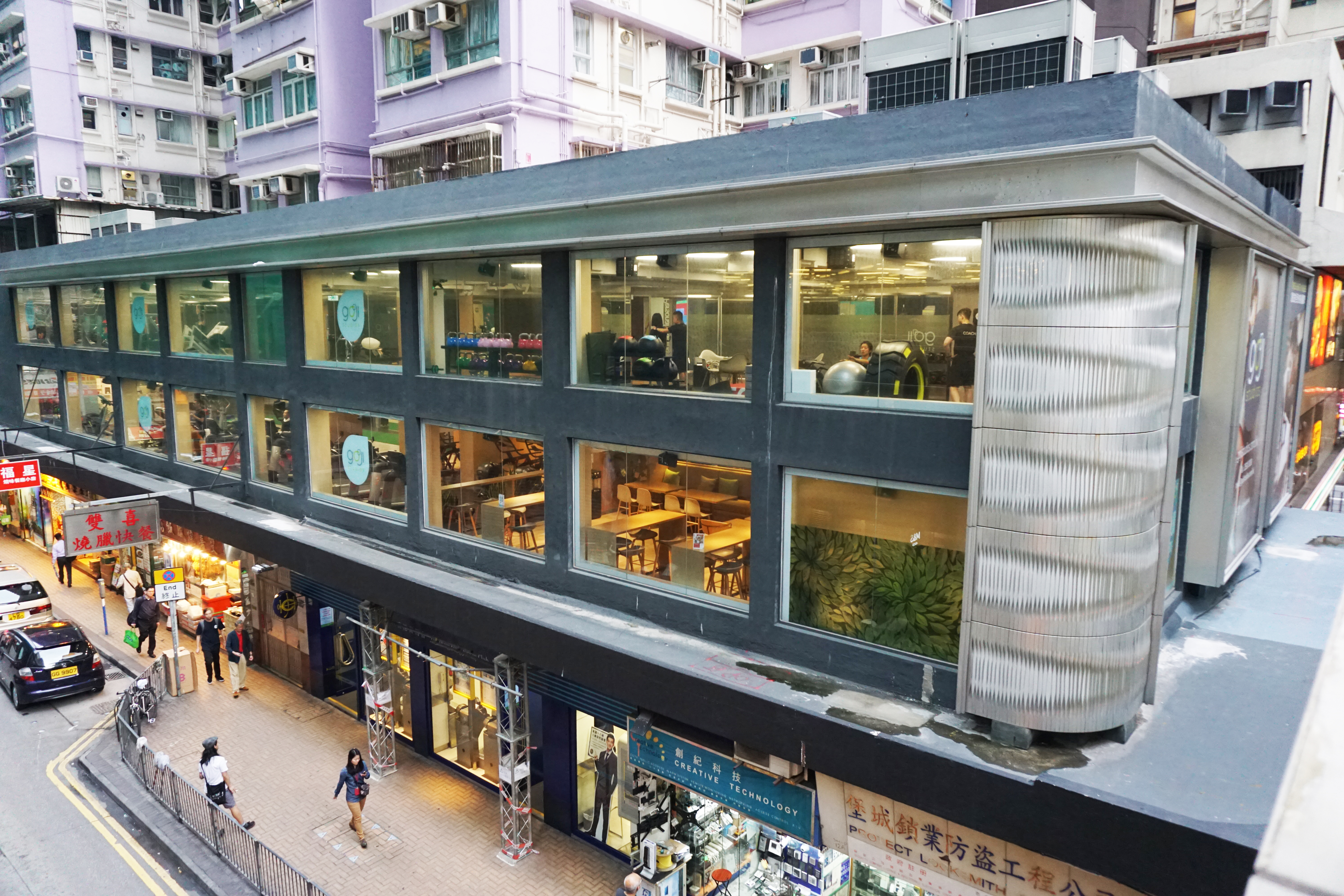
Goji Studios灣仔店

Goji Studios，沒有中文名稱，2017年成立，是香港其中一個連鎖健身中心，由前香港欖球代表隊成員卓銘然負責營運，其股權表面上由創富金融集團擁有，實際金主為香港女首富金利豐老闆朱李月華。集團架構比較特別，為每間分店以一間分公司持有，安排類似香港的連鎖式酒樓，與其他健身中心的普遍公司架構大相徑庭。2016年中，加州健身陷入財政及經營困難，相傳朱李月華便是其中一位白武士，奈何加州健身品牌的負面形象頗為嚴重，致使轉手交易失敗告終。加州健身結業後，Goji Studios由法庭拍賣中得到加州健身的部分舊器材，並與加州健身的舊業主協商，成功在短時間內於加州健身7個原址及1個港島石塘咀新址（武術館）開業，一下子成為香港第七大的健身中心。
除了位置稍遠的MegaBox店外，其餘門店均在港鐵站附近。MegaBox店設室外恆溫泳池；除搬遷後的中環（只設桑拿室）、石塘咀及重置後的銅鑼灣店外，其餘會所均設桑拿及蒸氣浴室。中環The L Place店於2020年3月9日結束，5月12日遷往對面的威享大廈；銅鑼灣伊利莎伯大廈店營業至同年2月8日，於6月12日在同區Midtown重置並改為24小時運作，亦計劃於同區開設多一間非通宵營業會所。同年，石塘咀店結束，分店剩下7間。Goji Studios不敵政府因應新冠疫情所收緊的限聚令和租金方面的壓力，且未能成功融資，於2021年12月28日全線結業。

## 租務糾紛
2018年1月23日，Goji Studios灣仔分店欠租221萬港元，被業主入稟追討。2020年2月旺角店由於欠租遭業主恒隆地產（0101）入稟，追討逾263.2萬元租金，除旺角店被恒隆追收欠租外，同月尖沙咀店也遭業主「大劉」劉鑾雄太太甘比陳凱韻入稟，追繳296萬元租金。
Goji Studios多間分店於2020年5月至8月期間被指欠租43至329萬元不等，業主多次入稟申請封租令，包括：九龍灣Megabox分店、尖沙咀The One分店及旺角雅蘭中心分店。
2020年9月，遭追租逾600萬元，Goji Studios黃埔店停業。
2021年3月，Goji Studios銅鑼灣分店和旺角分店已先後被追租240萬元及273萬元。根據法庭記錄，於2020年，Goji Studios被業主入稟追租及申請封租令近20次，當中一半入稟紀錄均與旺角分店有關。
Goji Studios於結業前曾租用九龍灣MegaBox18樓全層作健身中心，但由於在2020年2月起直至2021年12月結業前拖欠租金、管理費等費用，在2022年1月24日被MegaBox發展有限公司入稟高等法院，追討被拖欠的港幣850萬元。

## 會員確診新型冠狀病毒肺炎
2020年3月24日，Goji Studios接獲衞生署通知，一名2019冠状病毒病確診者曾到訪尖沙咀會所，該分店即時關閉兩星期作徹底消毒，所有尖沙咀會所員工會進行家居自我隔離。到3月26日進一步公佈由翌日起其餘所有分店亦會暫停開放，數萬名會員會籍亦會自動凍結14天。原預料最快4月10日重開，惟3月27日行政會議通過新規例，要求全港所有健身中心由3月28日下午6時起關閉14天，4月21日政府宣佈停業期進一步延長至5月7日，受影響包括Goji Studios所有分店。

## 結業爭議
2021年12月27日晚上，Goji Studios宣佈因租金問題，翌日全線結業，現有客戶之剩餘會籍及私人教練課程等服務，會由舒適堡提供過渡安排。有原Goji Studios客戶對有關安排表示不滿，認為舒適堡環境不及Goji Studios且會籍售價較已付款項便宜，要求直接退款。
消費者委員會總幹事黃鳳嫻表示：由2021年12月中旬至12月28日下午5時，共接獲114宗消費者投訴個案，涉及總金額約港幣236萬元；當中，涉款最多的苦主涉款約港幣40萬元，相關款項除了涉及基本會藉之外，亦佔有高額的私人教練課程，每次涉數百至數千港元不等，均暫時未能作出退款。由於顧客於選擇健身中心時有個人考量，加上因應受影響的計劃、合約條款及餘額亦有所不同，因而過渡至另一健身中心舒適堡的安排，亦未必對客人百份百公平。
由於被清盤商戶在法律上需要先償還款項予優先債權人；消費者作為無抵押債權人，商號一旦結業或遇上其他不可預計情況，消費者有機會無法兌現已購買的產品或服務、取得賠償或退還預繳款額及按金，故預繳式消費存在一定兌現風險，受影響的消費者不應有過高期望可獲全額退款。而以信用卡作分期付款的人士，消費者仍需負起定期還款的責任。

## 結業前旗下分店
- 旺角雅蘭中心
（九龍旺角彌敦道639號雅蘭中心一期5樓及6樓）
- 九龍灣MegaBox
（九龍九龍灣宏照道38號MegaBox18樓）
- 中環威享大廈
（香港中環皇后大道中138號威享大廈UG,1樓及2樓）
- 灣仔建利大廈
（香港灣仔柯布連道9-13號建利大廈地下至2樓）

## 外部連結
- 官方網站（页面存档备份，存于）